# 赤十字飛行隊
赤十字飛行隊（せきじゅうじひこうたい）は、一般社団法人日本飛行連盟を母体とする日本赤十字社直轄の赤十字奉仕団である。赤十字飛行奉仕団とも呼ばれている。現在の隊長（5代目、2022年12月27日〜）は新永隆一。

## 概要
- 1963年11月3日に公益社団法人日本飛行連盟の職員によって結成。日本赤十字社が行う災害救護や献血輸送など人道的な支援を無償で協力するのが目的である。
- 隊員は連盟会員の個人や機体オーナー、団体、企業など様々で、全国に38支隊がある。（休止中の支隊含まず）
- 各支隊長の推薦を受け、運営委員会で承認された者だけが入隊できる。
- 初代隊長は、公益社団法人日本飛行連盟名誉会長で元海軍将校、航空自衛隊元航空幕僚長である源田実であった。
- 2024年4月1日に一般社団法人日本飛行連盟から分離・独立した。

## 赤十字飛行隊 本部
- 東京都港区大門1-1-3

　日本赤十字本社内

## 事務局
- 熊本県熊本市北区植木町有泉852-1

　株式会社未来樹内